# William Vane, 1:e hertig av Cleveland

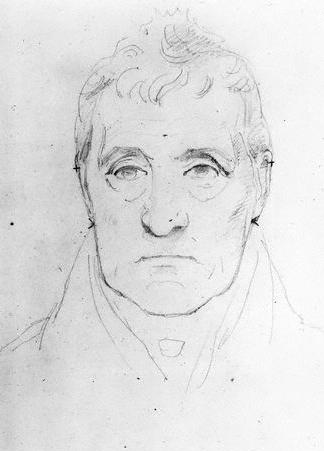
William Vane, 1:e hertig av Cleveland.

William Vane, 1:e hertig av Cleveland, född 1766, död 1842, son till Henry Vane, 2:e earl av Darlington.
Han fungerade som parlamentsledamot (whig) 1788–1792. Sistnämnda år efterträdde han sin far som earl av Darlington och utvecklades efter hand till storgodsägare. Han utnämndes till markis av Cleveland 1827. Vid Vilhelm IV av Englands kröning 1831 bar han rikssvärdet och 1833 utnämndes han av kungen till hertig av Cleveland (en titel som tidigare innehafts av hans farmors bror, som dog utan ättlingar). 
Han utnämndes slutligen av Viktoria I av Storbritannien till riddare av Strumpebandsorden 1839.
Han dog på Raby Castle i närheten av Durham.

## Familj
Han gifte sig 1:a gången 1787 med sin kusin lady Catharine Powlett (1766–1807), dotter till Harry Powlett, 6:e hertig av Bolton. Efter första makans död gifte han om sig 1813 med Elizabeth Russell (1777–1861). 
Åtta barn, däribland:
- Henry Vane, 2:e hertig av Cleveland (1788–1864)
- William Vane, 3:e hertig av Cleveland (1792–1864)
- Harry Powlett, 4:e hertig av Cleveland (1803–1891)